# Оборонная улица (Санкт-Петербург)
Оборо́нная улица — улица в Кировском районе Санкт-Петербурга. Проходит от проспекта Стачек до улицы Трефолева.

## История
Первоначальное название дорога в деревню Волынкину проезд носил в 1913—1939 годы. Параллельно с 1915 года появляется название Поварухина улица, происходит от фамилии домовладельца Я. С. Поварухина.
Современное название Оборонная улица присвоено 10 июля 1950 года в память о героической обороне Ленинграда в годы Великой Отечественной войны.

## Достопримечательности
- Ушаковские бани (дом 8)
- Больница № 14 им. Володарского (дом 9/19)
- Администрация муниципального округа «Нарвская застава» (дом 18)
- Центр информационной культуры (ЦИК)
- Противотуберкулёзный диспансер № 16 (дома 33—35)
- Санитарно-эпидемическая станция Кировского района (дом 37)

|                                                       |                                        |                            |                                   |                         |
| Противотуберкулёзный диспансер № 16 Кировского района | Оборонная улица возле проспекта Стачек | Бани «Гигант» (Ушаковские) | Жилой дом в стиле конструктивизма | Городская больница № 14 |